# Mandos
Mandos est un personnage de fiction du légendaire de l'écrivain britannique J. R. R. Tolkien. Il apparaît notamment dans Le Silmarillion.

## Histoire
Mandos est un Vala et fait partie des neuf Aratar (huit après le bannissement de Melkor). Il est l'époux de la Valië Vairë. Son véritable nom est Námo, il est plus connu sous le nom de Mandos du nom de l'endroit où il réside en Valinor. Il forme avec son frère Irmo les Fëanturi. Le plus grand pouvoir de Mandos est celui de clairvoyance ; en effet à plusieurs reprises il a prévu de nombreux maux qui allaient s'abattre sur Arda.
Il est surtout connu pour ses Cavernes, un endroit où tous les êtres vont après leur mort en attendant d'être jugés face à lui. Les Elfes retournent en Valinor après un laps de temps plus ou moins long ; personne ne sait ce qui arrive aux Hommes après leur passage.

## Nom
Mandos signifie « prison-forteresse » en quenya, tandis que « Námo » signifie « juge » dans cette même langue.
Il est aussi cité sous les noms vieil anglais « Nefrea » (corpse ruler) et « neoaerna hlaford » (maître des maisons de la mort), dans la transcription censée avoir été faite par Eriol.

## Adaptations
Mandos a inspiré les dessinateurs, comme Ted Nasmith.